# 二(4-羧基苯基)丁二炔
二(4-羧基苯基)丁二炔是一种有机化合物，化学式为C18H10O4。它可由4-乙炔基苯甲酸在氯化亚铜和咪唑鎓盐催化下偶联制得；或先制备4-乙炔基苯甲酸甲酯后偶联，再水解得到。它可用于合成金属有机框架材料。